# Sony PMW-EX1
La Sony PMW-EX1 è un camcorder professionale CineAlta prodotto dalla Sony. Fu la prima videocamera ad utilizzare il formato XDCAM. Questa macchina era particolarmente apprezzata nel cinema indipendente

## Caratteristiche tecniche
La Sony PMW-EX1 montava un'ottica Fujinon 14x HD. A differenza delle precedenti videocamere di questa fascia, presentava obbiettivi il cui fuoco girava all'infinito. La messa a fuoco di questa ottica poteva invece esser gestita sia con ghiera di fuoco libera, che con la ghiera di fuoco con metraggio marcato. Anche i controlli di zoom ed iris potevano essere gestiti manualmente dalle ghiere dell'ottica, contrassegnati i primi in millimetri ed i secondo con i classici numeri del rapporto focale.
Punto di forza della Sony PMW-EX1 erano i tre sensori CMOS Exmor 1/2", ciascuno con un numero effettivo di pixel di 1920 x 1080. Accoppiato con l'elaborazione del segnale LSI, il PMW-EX1 produce immagini a 1080p (30 e 24 fotogrammi / s), 720p (fino a 60 fotogrammi/s) e 1080i (fino a 60 fotogrammi/s) HD, che permettevano un miglior controllo della profondità di campo e alle migliori capacità in condizioni di scarsa illuminazione. Altre fotocamere di classe comparabile utilizzano sensori da 1/3" e spostamento dei pixel o altri schemi per simulare la risoluzione.
La Sony EX1 registra internamente su schede SxS (S by S) e non registra internamente su nastro (sarebbe necessario un dispositivo a nastro esterno).La scheda SxS-1 è stata introdotta nel dicembre 2009 come opzione più conveniente con una vita operativa più breve rispetto alle schede SxS Pro.
Lo sviluppo degli adattatori ExpressCard come MxR, MxM e KxT ha consentito l'uso di schede SDHC di livello consumer selezionate con frame rate standard e velocità di 720p fino a 42 frame / s.
Per il colore 4:2:2, sarebbe necessario utilizzare un dispositivo di registrazione esterno utilizzando l'uscita HD-SDI dell'EX1.

## Sony PMW-EX1 nel cinema
- 2009 - District 9, regia di Neill Blomkamp
- 2009 - Nemico pubblico - Public Enemies regia di Michael Mann
- 2009 - Crank: High Voltage, regia di Mark Neveldine e Brian Taylor
- 2012 - L'atto di uccidere, regia di Joshua Oppenheimer